# 메갈로사우리푸스
메갈로사우리푸스(Megalosauripus)는 메갈로사우루스류의 발자국 화석이다.

## 종
- 메갈로사우리푸스 브루멘시스 (M. broomensis) : 호주에서 발견된 백악기 후기의 화석이다.[1]
- 메갈로사우리푸스 브리오넨시스 (M. brionensis) : 구 유고연방에서 발견된 백악기 후기의 화석이다.[1]
- 메갈로사우리푸스 고메시 (M. gomesi) : 포르투갈에서 발견된 백악기 후기의 화석이다.[1]
- 메갈로사우리푸스 우즈베키스타니쿠스 (M. uzbekistanicus) : 우즈베키스탄에서 발견된 쥐라기 전기의 화석이다.[1]
- 메갈로사우리푸스 테우토니쿠스 (M. teutonicus) : 독일에서 발견된 쥐라기 전기의 화석이다.[1]
- 메갈로사우리푸스 티타노펠로바티두스 (M. titanopelobatidus) : 미국 텍사스주의 백악기 후기 글렌로즈 층(Glen Rose Formation)에서 발견된 화석이다. 에우브론테스(Eubrontes titanopelobatidus)에서부터 재분류하는 것이 제안되었다.[1]
- 메갈로사우리푸스 코레아넨시스(M. koreanensis) : 대한민국 경상북도 의성군 금성면 제오리의 화석산지에서 발굴된 화석이다. 한국큼룡이라고도 한다.[2]